# Проституция в Гватемале
Проституция в Гватемале легальна, но сводничество запрещено. Если речь идет о несовершеннолетнем, считается преступлением «сводничество при отягчающих обстоятельствах». Содержание публичного дома не запрещено. 
Проституция широко распространена в Гватемале; По оценкам ЮНЭЙДС, в стране 26 000 проституток. В одном только городе Гватемала есть 9 кварталов красных фонарей, включая Ла-Линеа, Эль-Треболь и Парк Конкордия. Статистические данные клиник сексуального здоровья Vigilancia Centinela de las Infecciones de Transmisión Sexual (VICITS) за 2007–2011 годы показали, что 10,8 секс-работников работали на улице, остальные работали в закрытых помещениях в стриптиз-клубах, публичных домах в жилых домах, барах и т. д..
Детский секс-туризм является проблемой для страны, особенно в таких областях, как Антигуа и Гватемала.
Торговля людьми также является серьезной и растущей проблемой для страны, особенно эксплуатация детей в проституции. Многие женщины и дети привозятся в страну из Сальвадора, Никарагуа и Гондураса организованными бандами, которые принуждают их к проституции.

## Колониальный период
В колониальной Гватемале и в XX веке проституция считалась необходимой для защиты достоинств «дам» Гватемалы. Бордели и уличная проституция допускались и были обычным явлением. Закон Гватемалы гласил, что проституток нельзя изнасиловать и что насилие является профессиональным риском.
Любая женщина, будь то проститутка или нет, осужденная за «плохое поведение», может быть заключена в публичный дом на срок до 3 лет. До тех пор, пока в 1906 году не было объявлено вне закона, отдельных женщин и их приговоры можно было передавать и продавать между госпожами борделей.

## La Linea
В Гватемале есть квартал красных фонарей у железной дороги Ла-Линеа. Там в лачугах работают около 250 проституток. Женщины снимают лачуги напрямую у хозяев и работают на себя, а не на сутенеров. Они действительно должны платить деньги за защиту местным бандам. Обычно местная полиция игнорирует этот район.
«Облицованные сестры Пресвятого Искупителя» оказывают женщинам просветительские услуги и открывают центр доверия. MuJER также оказывает разъяснительные услуги женщинам в Ла-Линеа и других кварталах красных фонарей Гватемалы.

### Все звезды La Linea
В 2004 году некоторые из проституток сформировали мини-футбольную команду, чтобы привлечь внимание к унижениям и опасностям их жизни. Они присоединились к местной лиге, и их первый матч был против частной женской школы высокого класса. Во время игры родители узнали, как играет команда их дочерей, и остановили игру. После этого команда была исключена из лиги.
В результате огласки вокруг инцидента местная туристическая компания спонсировала их поездку по Гватемале, играя против других команд, в том числе других команд проституток, таких как «Тигры желания», команда из борделя во Флоресе. Тур вызвал негативную огласку со стороны консерваторов, и спонсорство было прекращено.
Режиссер Чема Родригес снял документальный фильм «Estrellas de La Línea» о всех звездах в 2006 году.

## ВИЧ
Считается, что в Гватемале, где менее 1 процента взрослого населения инфицировано ВИЧ, концентрированная эпидемия. В 2008 году национальный показатель распространенности ВИЧ среди секс-работников составлял 4 процента, а среди уличных женщин, работающих в секс-индустрии, показатель распространенности достигал 12 процентов. В результате национальных и местных кампаний по повышению осведомленности, просвещения по вопросам сексуального здоровья и распространения презервативов уровень распространенности ВИЧ среди секс-работников снизился до 1,6% в 2016 году.

## Детская проституция
Международные туристы едут в Гватемалу, чтобы заняться детским секс-туризмом, особенно в таких районах, как Антигуа и Гватемала.
Дети из бедных семей становятся жертвами торговли людьми в целях проституции через рекламу прибыльной иностранной работы или через личную вербовку. Уличные дети особенно уязвимы для сексуальной эксплуатации.
Проституция НПО Конец детьми, детской порнографии и торговли детьми в сексуальных целях (ECPAT) сообщили, что дети в возрасте от 8 до 14 лет, были проданы за 750 до 1500 кетсалов ($ 97 до $ 194) для работы в различных сферах экономической деятельности, но в первую очередь для сексуальной эксплуатации. Согласно ECPAT, случаи торговли людьми и торговли детьми для сексуальной эксплуатации, вероятно, увеличились из-за более высокого уровня безработицы и увеличения числа людей, живущих в крайней бедности.
Полиция, военные и выборные должностные лица были привлечены к уголовной ответственности за плату детям за половые акты, содействие торговле детьми в целях сексуальной эксплуатации или защиту мест, где происходит торговля людьми.

## Секс-торговля
Гватемала является страной происхождения, транзита и назначения для женщин и детей, ставших жертвами торговли людьми в целях сексуальной эксплуатации. Гватемальские женщины, девочки и мальчики эксплуатируются в целях сексуальной эксплуатации внутри страны, а также в Мексике, США, Белизе и других зарубежных странах. Продолжается коммерческая сексуальная эксплуатация гватемальских детей иностранными туристами из Канады, США и Западной Европы, а также жителями Гватемалы. В Гватемале женщины и дети из других латиноамериканских стран и Соединенных Штатов эксплуатируются в целях сексуальной эксплуатации. Государственные исследования прошлых дел показывают, что женщины вербуют жертв, а мужчины руководят преступными организациями. Преступные организации, в том числе банды, эксплуатируют девочек в целях сексуальной эксплуатации. Некоторые латиноамериканские мигранты, следующие транзитом через Гватемалу в Мексику и Соединенные Штаты, становятся жертвами торговли людьми в Мексике, США или Гватемале.
Управление Государственного департамента США по контролю за торговлей людьми и борьбе с ней относит Гватемалу к числу стран Контрольного списка 2 уровня.